# Zeche Oberleveringsbank
Die Zeche Oberleveringsbank ist ein ehemaliges Steinkohlenbergwerk in Sprockhövel-Hiddinghausen. Die Zeche war auch unter dem Namen Zeche Obere Leveringsbank bekannt.

## Bergwerksgeschichte
Im Jahr 1818 wurde das Bergwerk am Lichtloch 19 durch den Stock & Scherenberger Erbstollen gelöst. Das Bergwerk war zu diesem Zeitpunkt nicht in Betrieb. Am 8. Dezember des Jahres 1836 wurde das Bergwerk in Betrieb genommen. Das Bergwerk wurde in diesem Jahr über den Schacht Mathilde der Zeche Leveringsbank aufgeschlossen. Am 17. Januar des Jahres 1837 wurde ein Längenfeld verliehen. Ab dem Juni desselben Jahres wurde das Bergwerk in Fristen gelegt. Im Juli des Jahres 1847 wurde das Bergwerk wieder in Betrieb genommen. Im Jahr 1850 wurden 584 Tonnen Steinkohle gefördert. Am 18. November des Jahres 1851 wurde das Längenfeld Rennebaum für den Abbau von Eisenstein verliehen. Im Jahr 1852 wurde der tonnlägige Schacht Rudolf bis zur Erbstollensohle des Stock & Scherenberger Erbstollen tiefer geteuft. Der Schacht erreichte eine flache Teufe von 49 Lachtern. Für die Förderung wurde ein Pferdegöpel installiert. Im selben Jahr wurde der Kohlenabbau wieder aufgenommen. Im Jahr 1853 wurden begonnen, die Eisensteinlagerstätte abzubauen. Im Jahr 1855 wurden mit 19 Bergleuten rund 10.000 preußische Tonnen Steinkohle gefördert. In der Zeit vom 5. Juni bis zum 8. Juli des Jahres 1856 konsolidierte die Zeche Oberleveringsbank mit der Zeche Caninchen zur Zeche Vereinigte Kaninchen.